# Hannah (film 2017)
Hannah è un film del 2017 diretto da Andrea Pallaoro, presentato in anteprima mondiale alla 74ª Mostra internazionale d'arte cinematografica di Venezia, dove Charlotte Rampling ha vinto la Coppa Volpi per la migliore interpretazione femminile.

## Trama
La routine a cui Hannah cerca disperatamente di aggrapparsi, tra lavoro, corsi di teatro e piscina, va in pezzi all’indomani dell’arresto del marito. Perché è stato incarcerato? Perché la donna si nasconde dai vicini? Perché suo figlio non vuole avere niente a che fare con lei e le impedisce di vedere il nipote? Gli indizi per rispondere a questi dilemmi sono lì, nascosti nei silenzi e disseminati tra le pieghe di un dolore inespresso, ma le risposte sono in realtà del tutto marginali. Al centro di ogni scena c’è Hannah: il suo mondo interiore esplorato senza giudizi morali, un crollo che traspare con inquietante compostezza dai gesti, dagli sguardi, dai brevi momenti di cedimento.

## Produzione
Nelle intenzioni del regista, Hannah inizialmente doveva intitolarsi The Whale, “la balena”, riferendosi a una scena del film in cui la protagonista va sul lungomare per poter vedere un'enorme carcassa spiaggiata. Il regista ha poi cambiato idea per non suggerire al pubblico una chiave di lettura troppo intellettuale.
Il film è, inoltre, il primo di una trilogia incentrata su tre diversi personaggi femminili: il secondo film sarà ambientato negli USA e sarà intitolato Monica. Racconterà la storia di una donna transessuale che torna a casa dopo 35 anni, per vedere la madre che all’epoca l’aveva cacciata di casa, ora in fin di vita.

## Distribuzione
Il film è stato presentato in anteprima mondiale e in concorso alla 74ª Mostra internazionale d'arte cinematografica di Venezia e successivamente al Toronto International Film Festival.
La pellicola è distribuita in Italia dal 15 febbraio 2018.

## Riconoscimenti
- 2017 - Mostra internazionale d'arte cinematografica di Venezia
  - Migliore interpretazione femminile a Charlotte Rampling
  - In competizione per il Leone d'oro al miglior film
- 2019 - Premio César
  - Candidatura per il miglior film straniero